# Al Capp
Al Capp, formalmente Alfred Gerald Caplin (New Haven, Connecticut, 28 de septiembre de 1909 - South Hampton, Nuevo Hampshire, 5 de noviembre de 1979) fue un historietista estadounidense.
Estudió arquitectura de paisajes antes de dedicarse a dibujar tiras de prensa. Li'l Abner, su obra maestra, apareció primero en el New York Mirror en 1934, para ser rápidamente distribuida por todo el país. Situada en la comunidad ficticia de Dogpatch, EE. UU., presenta a Li'l Abner, un torpe y tímido leñador; a Daisy Mae y una gran cantidad de coloridos personajes. En esta serie, 

Al Cap pone en solfa los valores sagrados del estadounidense medio descubriendo la hipocresía de la sociedad en que se mueve. El truco de Al Capp consistía en jugar con esa hipocresía de sus lectores y hacer que se pusieran del lado de los buenos para luego echarles encima el jarro de agua fría.